# آبردین (آرکانزاس)
آبردین (به انگلیسی: Aberdeen) یک منطقهٔ مسکونی در ایالات متحده آمریکا است که در آرکانزاس واقع شده‌است. آبردین ۱۸٫۵۹ متر بالاتر از سطح دریا واقع شده‌است.